# 마할라피에
마할라피에(Mahalapye)는 보츠와나 동부에 위치한 도시로, 행정 구역상으로는 중부 구에 속하며 높이는 900m, 인구는 41,316명(2012년 기준)이다. 칼라하리 사막 끝부분에 위치하며 가보로네(보츠와나의 수도)와 프랜시스타운(보츠와나에서 두 번째로 큰 도시)를 연결하는 도로 사이에 위치한다.